# Jauhienij Łazuka
Jauhienij Wiktarawicz Łazuka, biał. Яўгеній Віктаравіч Лазука; ros. Евгений Викторович Лазука, Jewgienij Wiktorowicz Łazuka (ur. 19 kwietnia 1989 w Soligorsku) – białoruski pływak, reprezentujący Azerbejdżan od 2009 roku. Specjalizuje się w stylu motylkowym.
W 2007 roku wywalczył srebro i brąz mistrzostw Europy juniorów w Antwerpii na 100 i 50 metrów motylkiem.
Wystartował na igrzyskach olimpijskich w Pekinie (2008) na 100 metrów stylem motylkowym, gdzie zajął 43. miejsce oraz w sztafecie 4 × 100 metrów stylem zmiennym, gdzie był szesnasty. Wziął również udział w kolejnych igrzyskach w Londynie (2012) na 100 metrów delfinem, gdzie uplasował się na 38. pozycji.